# Danish Air Transport
Danish Air Transport, ofta förkortat DAT, är ett danskt flygbolag som flyger reguljärt och på uppdrag av andra flygbolag (ACMI/Lease). 
DAT äger bland annat det litauiska flygbolaget DOT LT (100%), finska Nordic Regional Airlines (60%) och det norska Vildanden (15%). Bolagets IATA kod är DX och ICAO koden är DTR.
De flyger McDonnell Douglas MD-83, Airbus A320, Airbus A321, ATR-42 och ATR-72. De flyger inrikes inom Danmark och flyger även till Egypten, Finland, Norge, Italien, Storbritannien och Tyskland.

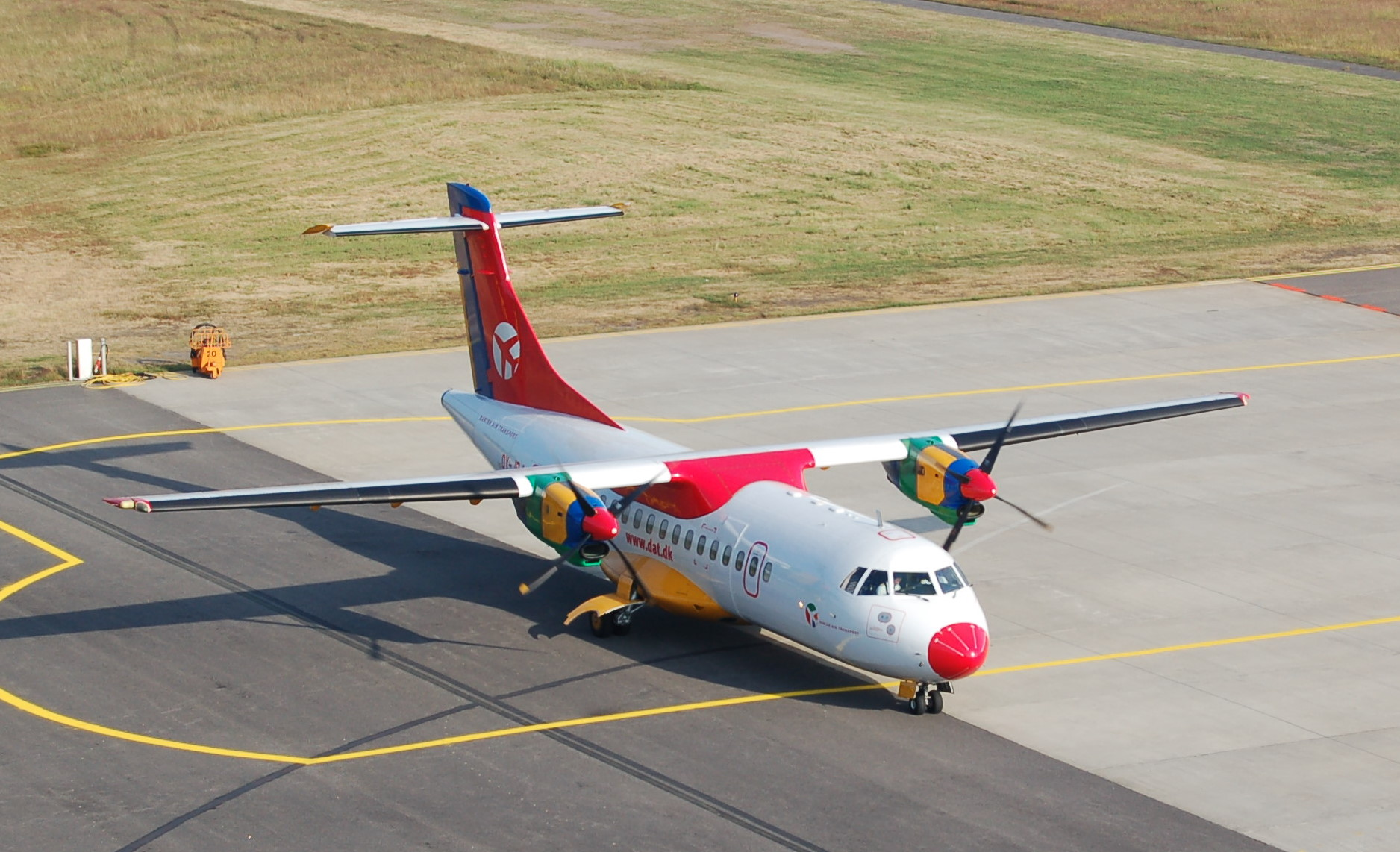
En ATR-42-320 från DAT på Bornholms flygplats.

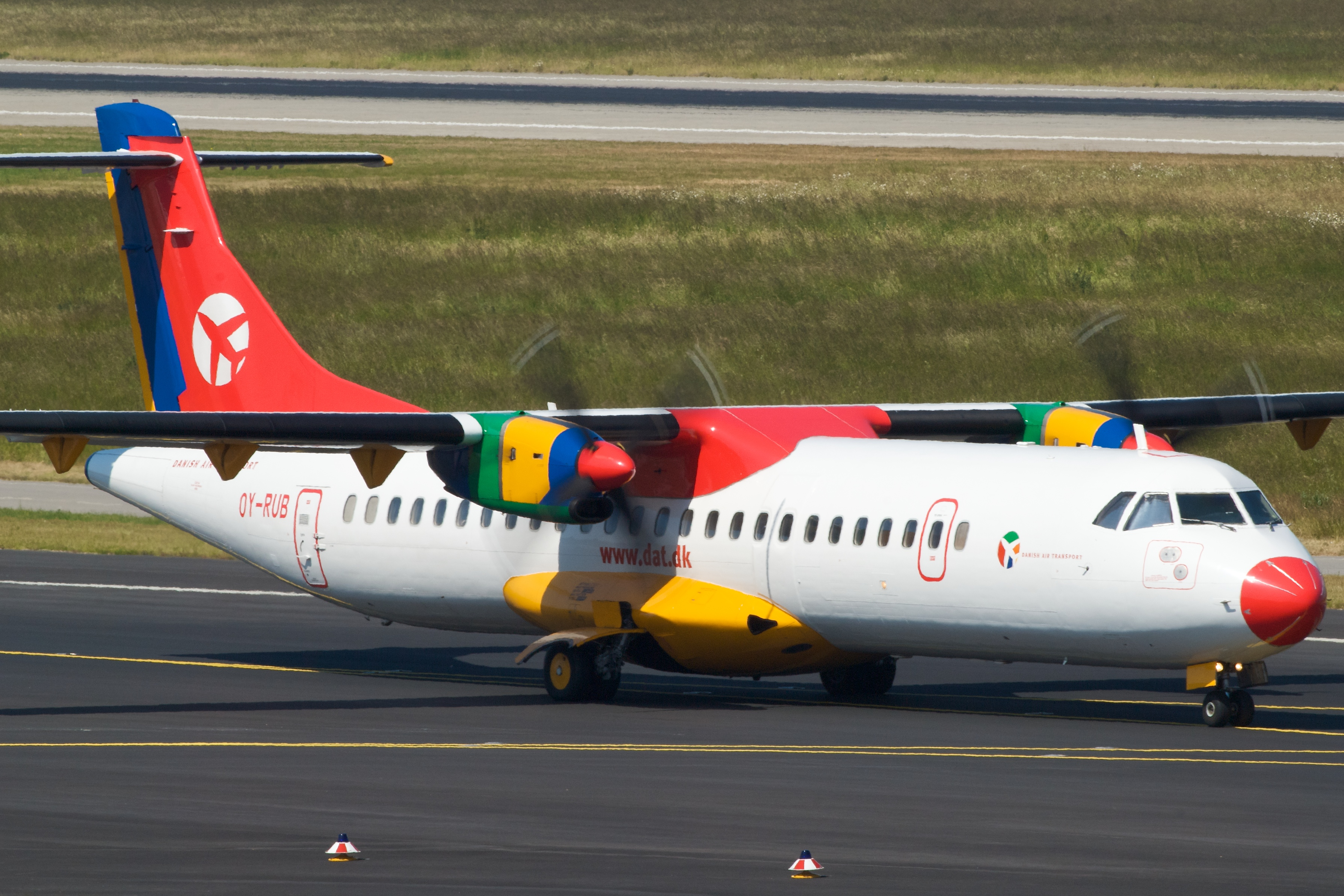
ATR-72 från DAT.

I samband med Europamästerskapet i fotboll 2020 transporterades  Danmarks fotbollslandslag till utrikesmatcherna med en specialmålad MD-83 från DAT. Samma plan evakuerade norska medborgare från Afghanistan i samband med Talibanoffensiven 2021.

## Flotta
- 6 ATR 42
- 9 ATR 72
- 2 Airbus A320
- 1 Airbus A321
- 1 McDonnell Douglas MD-83